# ولترز (مینه‌سوتا)
ولترز، مینه‌سوتا (به انگلیسی: Walters, Minnesota) یک شهر در ایالات متحده آمریکا است که در شهرستان فریبلت، مینه‌سوتا واقع شده‌است.

## خصوصیات
ولترز ۰٫۵۲ کیلومترمربع مساحت و ۷۳ نفر جمعیت دارد و ۳۸۴ متر بالاتر از سطح دریا واقع شده‌است.